# 波蘭歷史 (1945年—1989年)

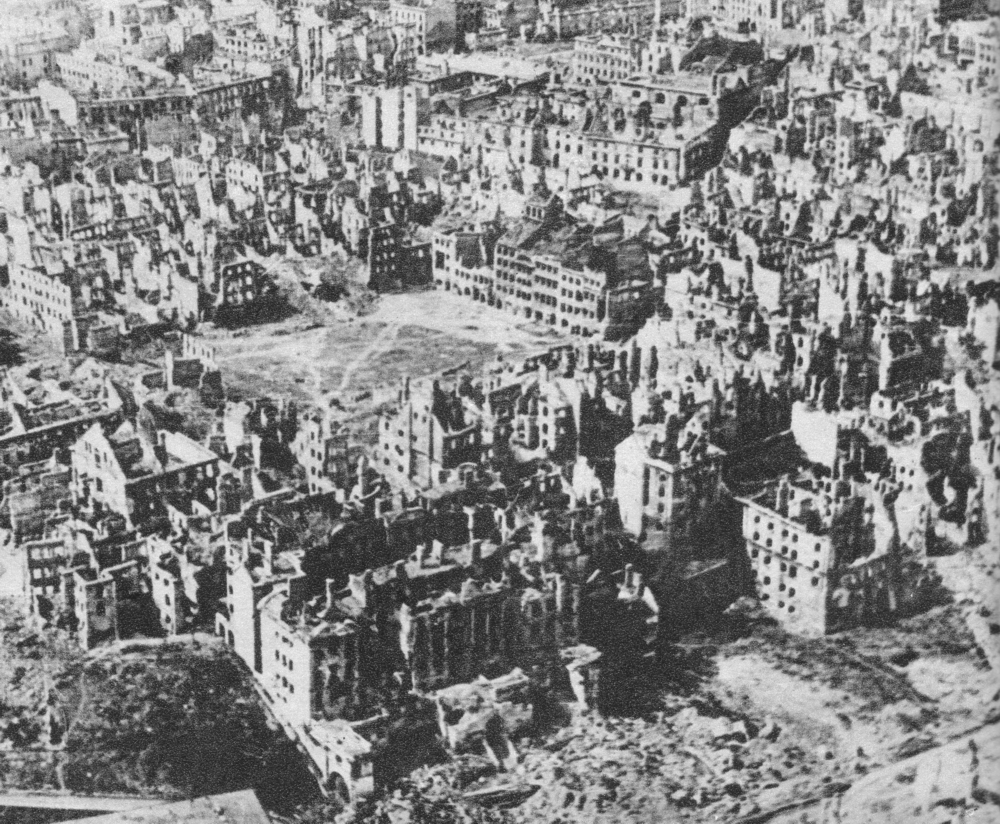
戰後滿目瘡痍的華沙，1945年1月

波蘭1945年至1989年的歷史橫跨了第二次世界大戰後受到共產主義的蘇聯主導的波蘭人民共和國時期。此時期的波蘭雖然在人民的生活水準上有所改善，但是也經歷了社會動盪和經濟蕭條。
二次大戰即將結束之際，納粹德國軍隊撤離波蘭，換了由蘇聯軍隊佔領，並在雅爾達會議認可下設立了臨時親共聯合政府，徹底忽視波蘭流亡政府的存在；這被認為是同盟國為了安撫蘇聯領袖史達林及避免與蘇聯直接衝突，而對波蘭的背叛。在波茨坦協定裁定將波蘭領土西移至奧德河-尼斯河線與寇松線間之後，又加上德國人的驅逐、烏克蘭人的安置與波蘭人的遣返，波蘭首次成為單一民族的獨立國家。華沙的新共產政府政治權力的加強、由柏勒沙·貝魯特率領的共產波蘭統一工人黨在接下來的兩年對波蘭掌控的有增無減，使波蘭成了戰後蘇聯在西歐勢力範圍的一部分。1953年，隨著史達林的死，赫魯雪夫對東歐的鬆綁使得波共較自由派系的瓦迪斯瓦夫·哥穆爾卡奪取政權。1960年代中期，波蘭經歷了經濟復甦與政治困境。1970年12月，物價的飆漲引起了一陣罷工潮。為此政府引進了以大規模向西方國家借款為基礎的新經濟計畫，結果造成生活水準與期待的立即高漲，而引發另一波抗議。
如此的惡性循環，終於在1978年，卡羅爾·沃伊蒂瓦當選為羅馬教宗若望·保祿二世、鞏固了波蘭境內反對共產主義的勢力後終結。1980年8月初，罷工潮奠定了由電工列赫·華勒沙所創的獨立工會「團結工聯」的基礎。反對勢力逐漸增大，使得沃依切赫·雅魯澤爾斯基的政府於1981年12月公告了戒嚴令並實施波蘭戒嚴至1983年7月。然而，在蘇聯戈巴契夫的改革，西方國家的施壓，及社會的持續動盪之下，波共被迫與反抗勢力談判。1989年的圓桌會議使得團結工聯於同年參選；候選人出人意表的勝選，揭開了中歐與西歐相繼推翻共產政權－東歐劇變的序幕。1990年，雅魯澤爾斯基辭去波蘭總統職位，並由華勒沙在1990年12月當選後擔任總統。

## 建國（1944年至1956年）

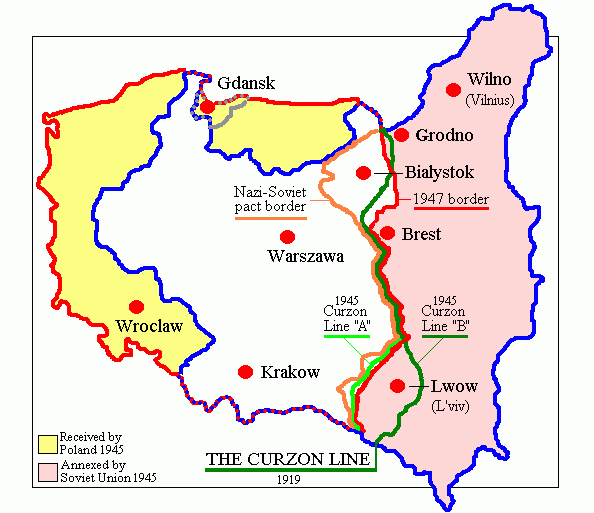
波蘭舊與1945年的新國界

### 戰時破壞、國界變更與人口遣返
波蘭在二次大戰時受創極深。1939年的波蘭人口有3510萬，戰爭結束後國境內只剩下2900萬人，1946年2月14日、戰後首次的人口普查更顯示人口只有2390萬 。超過六百萬的波蘭人－－約佔了總人口的21.4%－－死於1939年至1945年間。其中又以少數民族所受影響最甚：二次大戰前，少數民族佔了三分之一的波蘭人口；然而，戰後，波蘭的少數民族全都消失了。
相較於西方國家而言，波蘭主要是一個農業國。然而，戰爭使波蘭的基礎建設遭到毀滅性破壞，總產值遠遠落後冷戰期間的西歐。國家資源與建設的損失總計超過戰前的三成。波蘭的首都華沙是二戰最受蹂躪的城市之一，華沙起義後，逾八成市區被夷為平地。
重建家園的重大任務的執行，在新政府為獲取穩定且集中的權力基礎下逐漸成形，卻也因社會對新政權的不信任，以及對波蘭戰後國界問題的爭論而轉為複雜。國界問題一直到了1945年中才塵埃落定。1947年，蘇聯的強勢迫使波蘭政府回絕了美國發起的馬歇爾計畫，並於1949年加入蘇聯主宰的經濟互助委員會。同時，蘇聯軍力也投入劫掠被納入波蘭領地的德國前東部領土，奪取有價值的工業設備、基礎設施與工廠，並將之運往蘇聯。
在蘇聯併吞了寇松線以東的克雷西領土後，約二百萬名波蘭人自這些區域被遣送往奧德河-尼斯河線以東的西、北部新疆域，其在波茨坦協定後被蘇聯從德國轉讓予波蘭。

### 共產勢力的鞏固（1945年至1948年）
1944年底，受莫斯科所支持的「盧布林委員會」被蘇聯承認為波蘭臨時政府，警察和安全機關也落入共產黨的控制下，流亡在倫敦的波蘭國民政府因為同盟國急欲解決波蘭問題；1945年6月底，包括總理等成員聽從西方領袖之勸說，加入更多黨派參與的民族團結臨時政府，西方便撤回對國民政府的承認；7月，波蘭舉行選舉但100多名反共人士被殺害、數萬人被關押，其他政黨的許多候選人被撤銷參選資格，共產黨陣營因此贏得80%的選票。

### 貝魯特時期（1948年至1956年）
1948年，南斯拉夫與史達林的決裂在波蘭引起了一陣轟動。與其他東歐各國一樣，波蘭隨即展開了針對民族主義者及其他「異己分子」傾向的人的清洗。9月，共產領袖之一哥穆爾卡，同時也是個史達林對波蘭政黨的控制的反對者，因其被控有「民族主義傾向」，而遭解職、逮捕。不過他沒有受到摆样子公审，數年後被釋放。貝魯特取代他成為黨領導人。

## 哥穆爾卡時期（1956年至1970年）

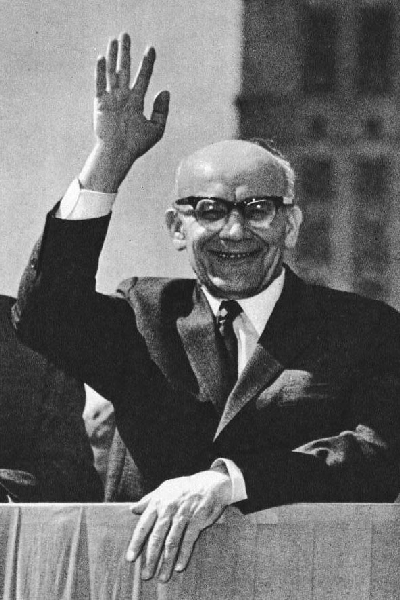
瓦迪斯瓦夫·哥穆爾卡

### 去史達林化
波蘭的共產主義者分裂成兩個非正規的派系：那托林（Natolin）與普瓦維（Puławy），根據他們舉辦會議的地點命名：華沙附近的那托林的宮殿及華沙的普瓦維斯基街（Puławska）。那托林主要以農家出身，同時也大部分在波蘭被佔領時曾投身戰場，並擁有獨特的民族共產主義觀點的波蘭人所組成。由瓦迪斯瓦夫·哥穆爾卡所領導，那托林強調波蘭本土共產主義運動的民族性。普瓦維包含猶太共產主義者，同時也有舊共產主義知識分子的成員，其大部分曾為蘇聯作戰並支持波蘭的蘇維埃。
1956年六月，波茲南的工人發動了罷工，揭開了波茲南事件的序幕。罷工工人的示威遊行漸轉變為巨大的騷亂，造成八十人身亡。西倫凱維茲一開始試著鎮壓遊行民眾，脅迫道：「任何舉起手來對抗人民政府的挑釁者或瘋子，毫無疑問的他的手將被剁斷。」然而，很快的，強硬派了解到他們失去了蘇聯的支持，態度便轉而軟化，宣布提高薪資等數項改革。人們開始在黨中提出民意，而知識分子也向史達林主義組織訴求更廣泛的革新。
了解到波蘭十月對新領導者的需求，1956年十月，波蘭統一工人黨選擇了瓦迪斯瓦夫·哥穆爾卡，一個在與貝魯特鬥爭失利後遭掃除的溫和派，做為一等秘書；他深深信服於蘇聯、不會允許其在西歐的影響力有絲毫削弱。即便如此，波蘭與蘇聯的關係仍不像與南斯拉夫的一樣緊張。而波蘭境內絲毫見不到蘇維埃權威的告終似乎是個預兆：1955年5月14日於波蘭的首都華沙簽定了華沙公約，以與北大西洋公約組織相抗衡。

## 共產統治的終結（1980年至1990年）

### 衰落的经济和社会动乱
到1980年，当局别无选择，只能再次尝试将消费品价格提高到实际水平，但他们知道这样做可能会引发工人叛乱。西方金融公司和机构在1980年4月24日在华沙汉德洛伊银行的一次会议上向波政府提供贷款。银行家们明确表示，国家不能再补贴人为的低价消费品。两个月后，政府做出让步，并于7月1日宣布将迎来持续性的价格上涨，尤其是肉类价格。在该通知发布后不久,全国的工人立刻占领了当地工厂以示抗议。最大规模的抗议发生在卢布林市。

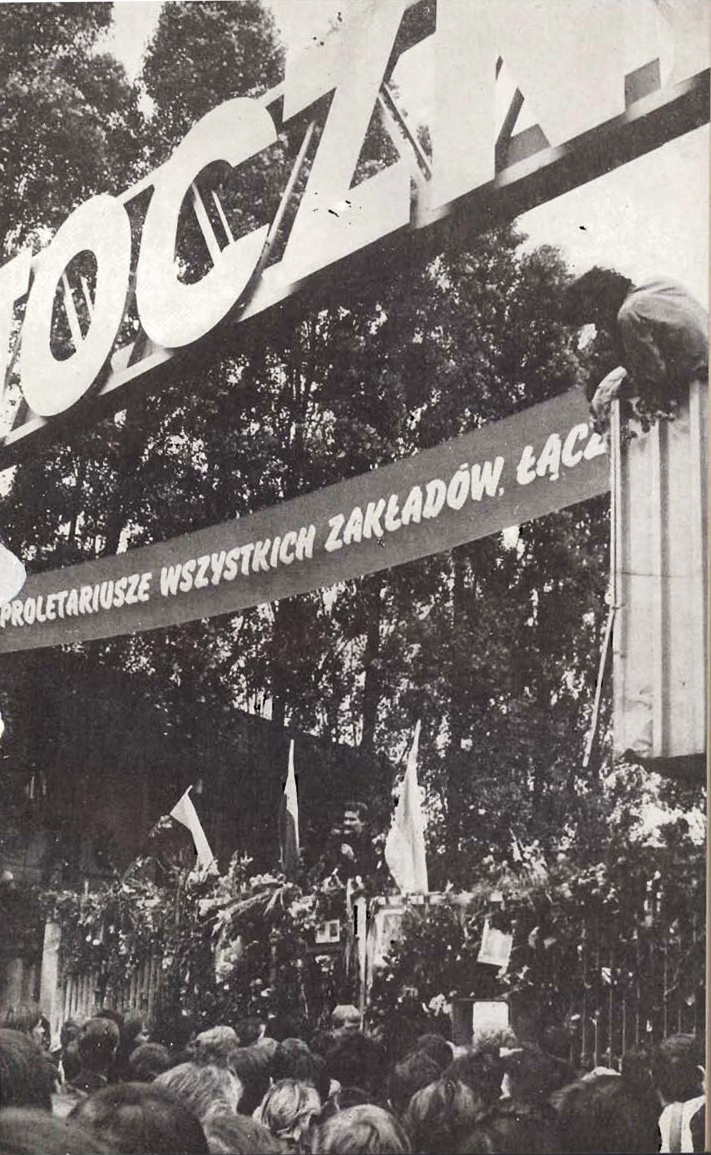
莱赫·瓦文萨在格但斯克造船厂前演讲，1980年8月

罢工蔓延到了政治敏感的波罗的海沿岸，8月14日格但斯克的列宁造船厂静坐罢工开始了。罢工领导人安娜·瓦伦蒂诺维奇和莱赫·瓦文萨成立了企业间罢工委员会（MKS）。8月17日，MKS向当局提出了21条要求。罢工浪潮沿海岸蔓延，关闭的港口并使经济陷入停滞。占领波兰各地工厂、矿山和造船厂的工人组成了统一战线。他们并没有限制寻求经济改善的努力，而是提出并坚持关键要求，即建立独立于政府控制的工会。提出的其他问题包括教会的权利、释放政治犯和改善医疗服务。

## 延伸閱讀
- 馬瑞克·珍·喬達奇維茲 (Marek Jan Chodakiewicz)。《納粹與蘇聯之間：波蘭的政治統治，1939 - 1947》 (Between Nazis and Soviets: Occupation Politics in Poland, 1939–1947)，拉納姆：列星頓書叢，2004 ISBN 0-7391-0484-5。
- 諾曼·戴維斯 (Norman Davies) (1982)。《上帝的遊樂場》 (God's Playground)。紐約：哥倫比亞大學出版。ISBN 0231053533及ISBN 0231053517。
- 傑吉·盧庫威斯基 (Jerzy Lukowski) & 胡伯特·札瓦德斯基 (Hubert Zawadzki) (2001)。《波蘭簡史》 (A Concise History of Poland)。哥倫比亞大學出版。ISBN 0521559170。
- 傑吉·托波斯基 (Jerzy Topolski) (1986)。《波蘭概史》 (An Outline History of Poland)。華沙，英特普瑞出版 (Interpress)。
- 亞當·札莫伊斯基 (Adam Zamoyski) (1993)。《波蘭之道：波蘭一千年的歷史與文化》 (The Polish Way: A Thousand-Year History of the Poles and Their Culture)。靈泉書叢。ISBN 0781802008。

## 外部連結
- 蘇維埃關於波蘭 (1980 - 1984) 檔案 - 弗拉迪米爾·布科夫斯基 (Vladimir Bukovsky)
- 團結工聯發言 (PL、EN、DE、FR、ES、RU)
- 各式文化的國家：波蘭傳統 （页面存档备份，存于）